# Enbarr
Enbarr ou Embarr (que significa "imaginação") na mitologia irlandesa é o cavalo de Niamh. Ele pode atravessar o mar e a terra sem tocar o solo ou a água. Este cavalo não pode ser morto por homem ou deus.
Enbarr é também o nome do cavalo de Manannán mac Lir, o deus celta imaginado viver na Ilha do Homem.